# Bruno Cenghialta
Bruno Cenghialta, nacido el 5 de diciembre de 1962 en Montecchio Maggiore, es un ciclista italiano ya retirado y actual director deportivo del equipo Astana Qazaqstan Team.

## Biografía
Fue profesional de 1986 a 1998 y consiguió tres triunfos, siendo uno de ellos una etapa del Tour de Francia 1991.
Tras retirarse como ciclista profesional, se convirtió en director deportivo de equipos como Amica Chips, Alessio, Fassa Bortolo, Acqua & Sapone y en la actualidad Tinkoff-Saxo.

## Palmarés
1988
- Hofbrau Cup

1991
- 1 etapa del Tour de Francia

1994
- Coppa Bernocchi

## Resultados en las grandes vueltas
| Carrera         | 1986 | 1987 | 1988 | 1989 | 1990  | 1991 | 1992 | 1993 | 1994 | 1995 | 1996 | 1997  | 1998 |
| --------------- | ---- | ---- | ---- | ---- | ----- | ---- | ---- | ---- | ---- | ---- | ---- | ----- | ---- |
| Giro de Italia  | 54.º | 84.º | -    | 79.º | -     | 88.º | -    | 47.º | 36º  | 11º  | 18º  | 40.º  | 57.º |
| Tour de Francia | -    | -    | -    | -    | 102.º | 56.º | Ab.  | 38.º | 25.º | 15º  | 56.º | 112.º | -    |
| Vuelta a España | -    | -    | -    | -    | -     | -    | -    | -    | -    | -    | -    | -     | -    |
| Mundial en Ruta | -    | -    | -    | -    | -     | 49.º | -    | 44.º | 21º  | -    | -    | -     | -    |

-: no participa

Ab.: abandono